# WASP-33 b
WASP-33 b – planeta pozasłoneczna typu gorący jowisz, znajdująca się w konstelacji Andromedy w odległości około 378 lat świetlnych od Ziemi. Została odkryta w 2010 roku w ramach programu SuperWASP.
Planeta ta ma masę około 2,1 masy Jowisza oraz promień wynoszący 150% promienia Jowisza. Planeta obiega gwiazdę HD 15082 z okresem wynoszącym około 1,22 dnia.
| Jowisz | WASP-33 b |
| ------ | --------- |
|        |           |